# David Musuľbes
David Musulbes (né le 28 mai 1972 à Ordjonikidze en Ossétie du Nord) est un lutteur russe puis slovaque spécialiste de la lutte libre. Aux Jeux olympiques d'été de 2000, il représente la Russie et devient champion olympique. En 2007, il obtient la nationalité slovaque. C'est à ce titre qu'il représente ce pays lors des Jeux olympiques d'été de 2008. Il y obtient la médaille de bronze.

## Palmarès

### Jeux olympiques
- Jeux olympiques de 2000 à Sydney,  Australie
  -  Médaille d'or

- Jeux olympiques de 2008 à Pékin,  Chine
  -  Médaille de bronze